# Amparanoia
Amparanoia és el nom del grup musical de n'Amparo Sánchez.

## Discografia
- 1997 - El poder de Machín
- 1999 - Feria furiosa
- 2001 - Somos Viento
- 2003 - Enchilao
- 2004 - Rebeldía con alegría
- 2006 - La vida te da